# Daniel Hauser
Pour les articles homonymes, voir Hauser.
Pour l'artiste suisse, voir Relax (collectif d'artistes).
Daniel Hauser, né le 1er janvier 1982 est un skieur alpin suisse.

## Championnats du Monde
Pour un article plus général, voir Championnats du monde de ski alpin.
- Championnats du monde de ski alpin 1932 à Cortina d'Ampezzo  Italie:
  -  Médaille de bronze en Slalom.